# 高氯酸钪
高氯酸钪（英語：Scandium perchlorate）是钪的高氯酸盐，分子式为Sc(ClO4)3。

## 制备
将氧化钪溶于高氯酸溶液中可得到高氯酸钪:
{\displaystyle {\rm {Sc_{2}O_{3}+6HClO_{4}\rightarrow 2Sc(ClO_{4})_{3}+3H_{2}O}}}

## 化学性质
高氯酸钪与1,8-萘啶氮氧化物在甲醇中能形成配合物。该配合物不含水，且热稳定性较好，在393°C左右才会分解。
高氯酸钪也能与1,10-二氮杂菲-1-氧化物、2,2'-二喹啉甲烷或2,2'-联喹啉-N,N'-二氧化物形成配合物。